# Mona Karff
Mona May Karff, z domu Ratner (ur. 20 października 1914, zm. 10 stycznia 1998 w Nowym Jorku) – amerykańska szachistka, mistrzyni międzynarodowa od 1950 roku.

## Życiorys
Urodziła się w 1914 na terenie Besarabii, wówczas należącej do Imperium Rosyjskiego. Będąc nastolatką, razem z rodziną wyjechała do Palestyny, a w latach 30. XX wieku – do Stanów Zjednoczonych. Wkrótce awansowała do ścisłej światowej oraz amerykańskiej czołówki. Pomiędzy 1938 a 1974 siedmiokrotnie zwyciężała w indywidualnych mistrzostwach USA (w 1948 wspólnie z Giselą Gresser). Była również czterokrotną (w latach 1938–1950) zwyciężczynią otwartych mistrzostw kraju (ang. U.S. Women's Open Chess Championship). Trzykrotnie startowała w turniejach o mistrzostwo świata: Sztokholm 1937 (dz. VI-VII m.), Buenos Aires 1939 (V m.) oraz Moskwa 1949/50 (XIV m.). Była również dwukrotną uczestniczką pretendentek (Moskwa 1952 – XI m., Moskwa 1955 – XVII m.) oraz turnieju międzystrefowego (Ochryda 1971 – XV m.). W 1974 jedyny raz w karierze wystąpiła na szachowej olimpiadzie, zdobywając na I szachownicy 6½ pkt w 11 partiach.